# 張林峰
張林峰（1978年2月4日—），台灣視障人士，薩克斯風演奏者，第一位進入私立輔仁大學音樂系的視障生，並且以第一名的優異成績畢業。於2005年啟航街頭藝術遊台灣，為街頭藝人巡迴台灣演出的第一人。曾入圍第二十屆金曲獎流行音樂演奏類最佳專輯獎及最佳製作人獎，也是金曲歌王蕭煌奇的指定樂手。

## 音樂作品

### 專輯
| 發行日期      | 專輯名稱     | 發行/製作人                       | 曲目 |
| 2005年        | 我在街邊遊戲 | 馬拉音樂/張林峰                   | 1. 歌劇魅影組曲 2. 遇見 3. Hello 4. 到不了 5. Somewhere in Time 6. Autumn Leaves 7. 衿持 8. Sir Duke 9. Hymn}}                                                           |
| 2008年10月    | 來自角落     | 延伸有聲出版/林少英.李守信.王家棟 | 1. 貝比藍 Baby Love 2. 咖啡渣 Coffee Grounds 3. 五度圈 Cycle 5 Blues 4. 螢光 Light Up 5. 弄蛇人 Charmer 6. 角落 Corner 7. 節慶 Festival 8. 兩個人的果醬 Jam 9. 房間 Room |
| 2010年9月22日 | 阿母熟識的歌 | 黑色吉他工作室/蕭煌奇             | 1. 幸福進行曲 2. 秋風夜雨 3. 思慕的人 4. 青春悲喜曲 5. 夢中醒來 6. 一隻小雨傘 7. 孤女的願望 8. 望你早歸 9. 千言萬語 10. 四寄紅/月夜愁/望春風/雨夜花組曲                  |

## 得獎／入圍記錄
| 類別         | 獎 項               | 作 品        | 結 果 |
| ------------ | ------------------- | ------------ | ----- |
| 第20屆金曲獎 | 演奏類 最佳專輯獎   | 《來自角落》 | 入圍  |
| 第20屆金曲獎 | 演奏類 最佳製作人獎 | 《來自角落》 | 入圍  |

## 外部連結
- 社團法人中華民國身心障礙者藝文推廣協會全球資訊網 （页面存档备份，存于）
- 吹出生命樂章～張林峰故事與音樂分享會 （页面存档备份，存于）
- 歷屆金曲獎得獎入圍名單